# Lars-Erik Warfvinge
Lars-Erik Warfvinge, född 12 augusti 1913 i Stockholm, död 11 april 1992, var en svensk läkare.
Warfvinge, som var son till läkaren Erik Warfvinge och Ingrid Aurell, avlade studentexamen i Stockholm 1931, blev medicine kandidat vid Karolinska Institutet 1933, medicine licentiat där 1938 samt medicine doktor vid Göteborgs universitet 1962 och docent i fysiologi där 1963. Han var vikarierande underläkare på Söderby sjukhus 1941, på Sollidens sanatorium 1941–1942, vid röntgenavdelningen på S:t Görans sjukhus 1942, förste underläkare på Sollidens sanatorium 1943–1946, läkare vid Östersunds stads dispensär 1946, tillförordnad underläkare vid medicinska kliniken på Umeå lasarett 1946–1947, underläkare vid medicinska avdelningen på Nyköpings lasarett 1947–1949, barnavdelningen där 1949–1951, sanatorieläkare och centraldispensärläkare på Hällnäs sanatorium 1951–1964, överläkare på Svenshögens sjukhus 1964–1965, vid tuberkulosdispensären på Skandinaviska undervisningssjukhuset i Seoul 1965–1967 och överläkare vid lungkliniken på Halmstads lasarett sedan 1967.